# 库拉河
库拉河（土耳其語：Kura）是高加索地区最长、流域面积最大的河流，源于土耳其東北部，流经格鲁吉亚（及首都第比利斯），然後進入阿塞拜疆，與阿拉斯河匯合，最後注入裏海。库拉之名源于突厥语 與明格列尔语的 kur（水、河）有關，或是一個意思為「水塘」的古阿尔巴尼亚语名詞。